# エリエル・サーリネン
ゴットリーブ・エリエル・サーリネン （芬: Gottlieb Eliel Saarinen [ˈsɑːrɪnən], フィンランド語: [ˈelie̯l ˈsɑːrinen]; 1873年8月20日 - 1950年7月1日）は、フィンランド生まれの建築家・都市計画家。20世紀初頭、フィンランドでアール・ヌーヴォー様式の建築を数多く設計した。後にアメリカ合衆国に移り、アールデコの時代の超高層ビルデザインに大きな影響を与えたほか、美術やデザインの教育に力を入れた。アメリカの建築家エーロ・サーリネンは息子。

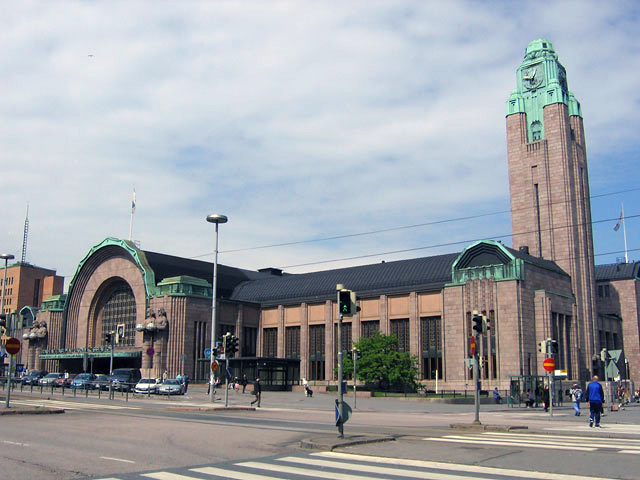
ヘルシンキ中央駅（1910年-1914年）

## 生涯
サーリネンは1873年8月20日、フィンランド大公国ランタサルミにて聖職者の父Juho Saarinenと母Selma Bromsの間に生を受けた。森と平野に恵まれた郷里から、やがて旧ロシア帝国領のインケリ地方に移り住んだ。科学と語学の勉強が得意で、10代で美術に関心を持つようになると、学校の長期休暇にサンクトペテルブルクのエルミタージュ美術館に行くことを楽しみにしていた。タンペレにあった美学校に進学したサーリネンは、水彩画と風景画を描き、やがてデザインを学び、さらにヘルシンキ工科大学（ロシア帝国領ヘルシンキ）に進んで建築を学んだ。
大学在学中に学友のヘルマン・ゲセリウス、アルマス・リンドグレンと事務所ゲセリウス＝リンドグレン＝サーリネンを作り、共同制作を始めた。最初の大きな作品は1900年パリ万博のフィンランド・パヴィリオンであり、フィンランドの木造建築、イギリスのゴシック・リヴァイヴァル建築、ドイツのユーゲント・シュティールなどさまざまな様式からの影響をひとつにまとめ上げた作風であった。初期の建築スタイルは、19世紀末以来、「カレワラ」や欧州各地に広がった民族主義を背景にフィンランドで燃え上っていた国民的ロマン主義の建築分野における展開と評価されている。国民的ロマン主義はヘルシンキ中央駅（1904年設計、1910–1914年建設）で頂点に達したが、このコンペ入賞をきっかけにロマン主義の同志であったゲゼリウスやリンドグレンらとの共同活動に終止符を打ち、独立することとなった。サーリネンは他にもフィンランド国立博物館（1912年）を手がけたほか、フィンランドの郵便切手数種（1917年）や1922年に発行されたマルッカ紙幣もデザインしている。

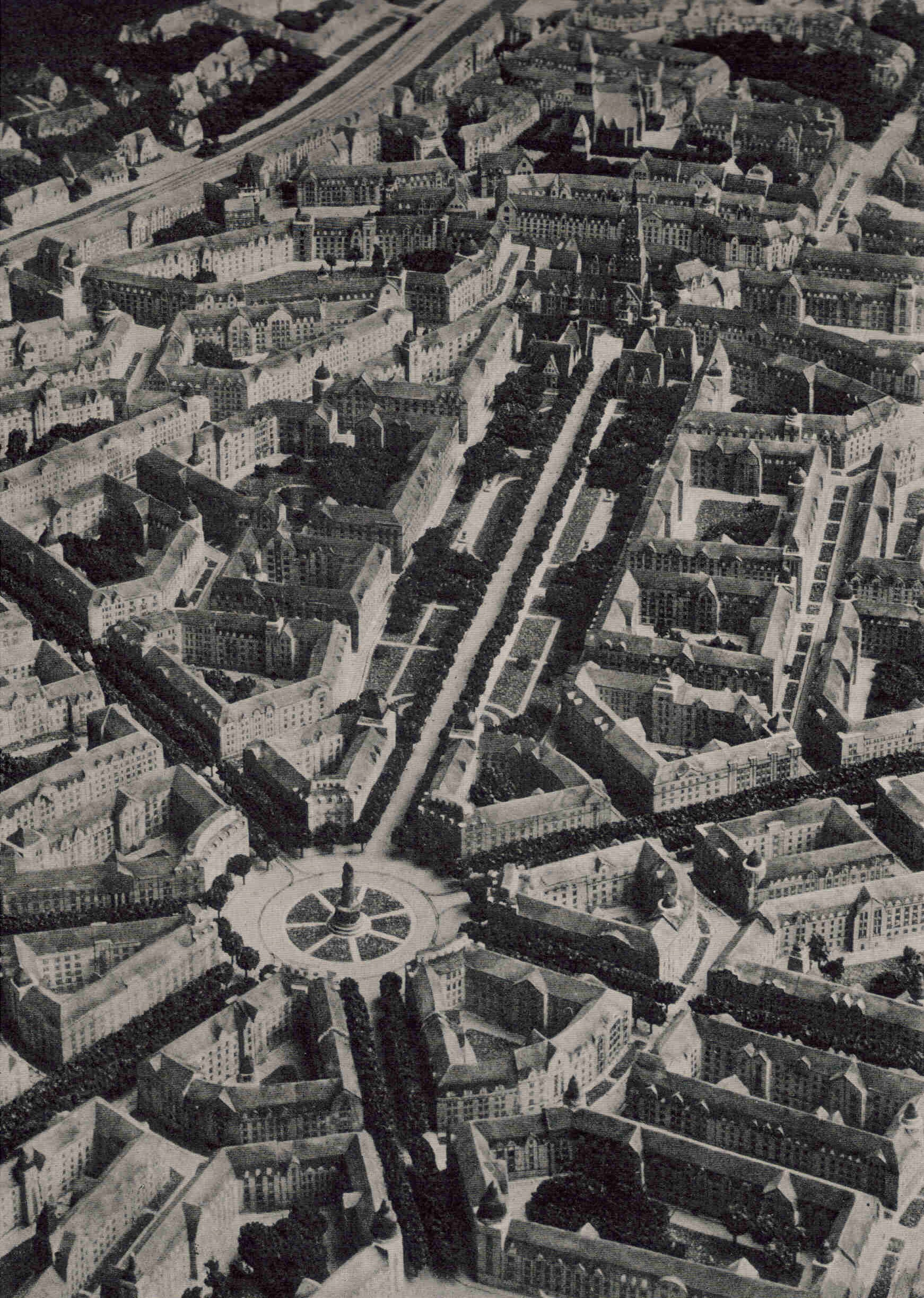
ヘルシンキのムンキニエミ・ハーガ住宅地開発計画の模型（1915年）。市街地全域を再開発する計画は費用の問題などから、結局、実現されなかった。

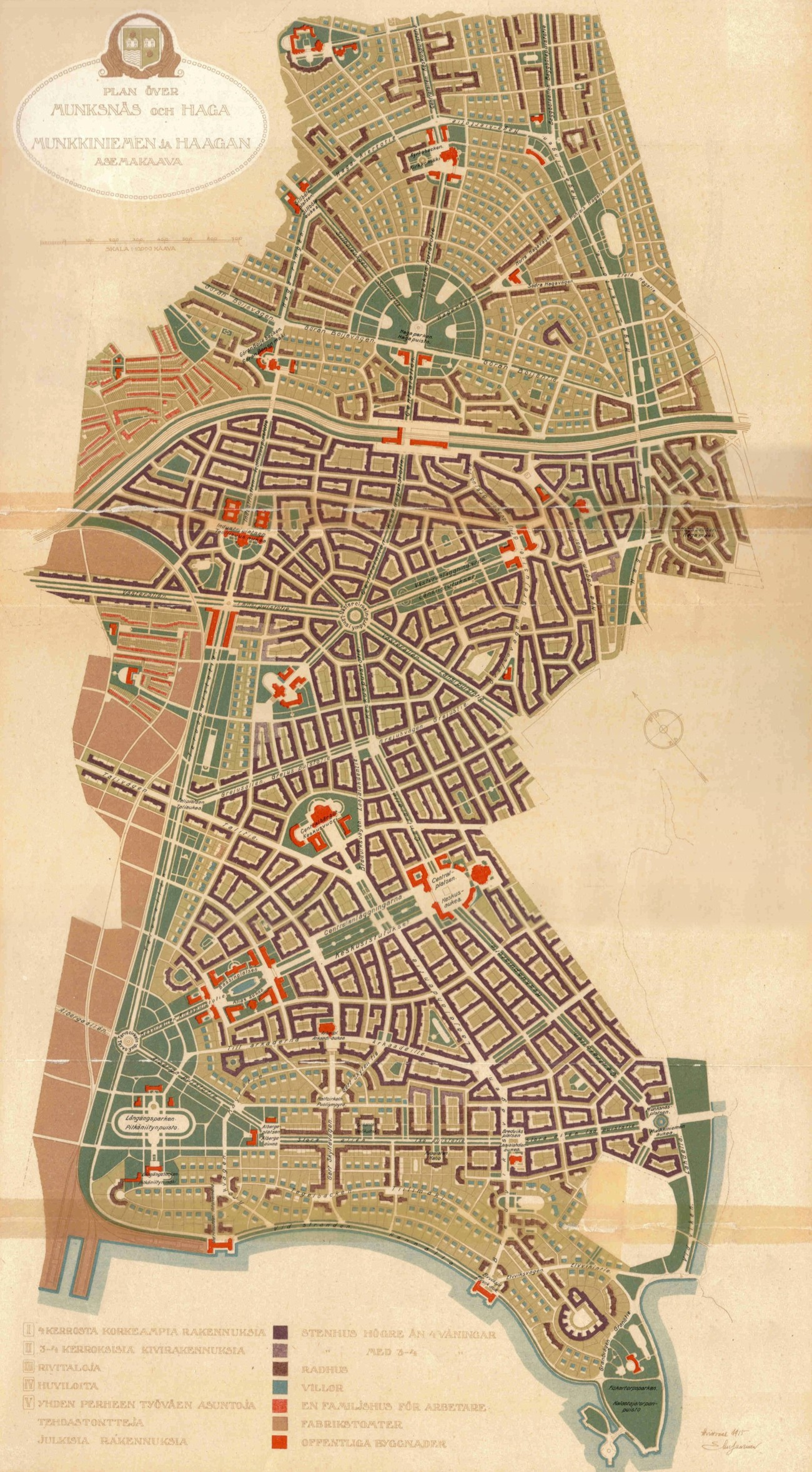
ムンキニエミ・ハーガ住宅地開発計画図（1915年）。広い中庭を囲む高層住宅群（赤紫の線）を組み込み、自動車交通の増加を見込んだ道路網を配した。

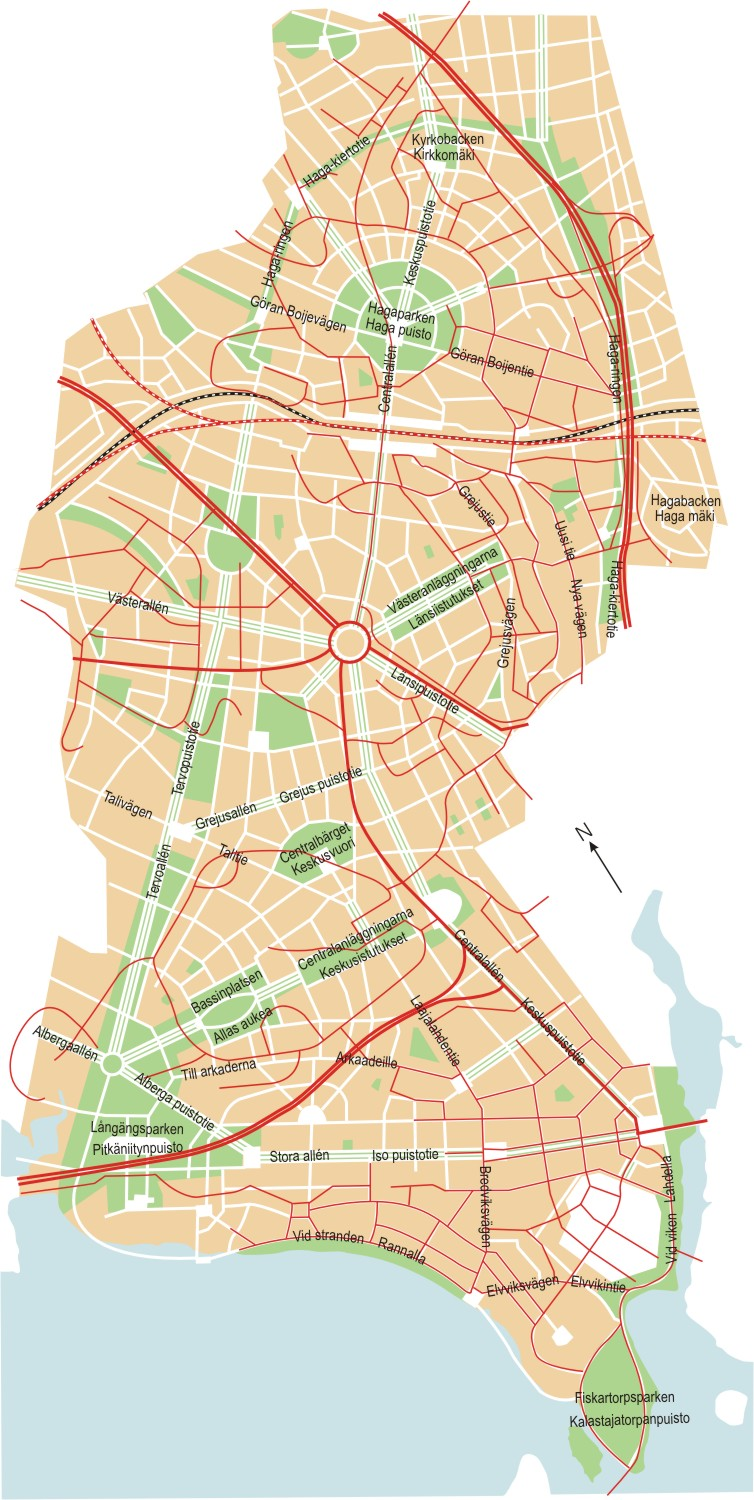
サーリネンの住宅地開発計画（1915年）のスケールを示すため、簡略化した計画図にの道路網（赤線）を重ねた。

都市計画分野でも活躍し、1911年にはハンガリーの首都ブダペストの都市計画顧問をつとめ、1912年にはオーストラリア連邦のキャンベラ新首都計画のコンペでウォルター・バーリー・グリフィンに続く次点に入選、エストニア・タリンの再開発都市計画コンペでは見事1等に輝いた。フィンランド国内ではヘルシンキ中央駅周辺整備計画（1910年–）と、ヘルシンキ市北西部の市街地ムンキニエミから郊外のハーガまで視野に入れた住宅地開発計画（Munksnäs-Haga＝現ヘルシンキ第30区）に取り組み、後者を1915年に860ヘクタールの広大な住宅地の構想として上梓する。さらに、1917年のフィンランドの独立にともなって、首都ヘルシンキの都市計画顧問を受諾すると、1918年にはヘルシンキとその周辺地域の区画整理を構想するプロ・ヘルシングフォルシュ計画を発表した。
1922年、シカゴ・トリビューン社の本社屋、トリビューン・タワーの国際建築設計競技が行われ、サーリネンは次点であった。水平の線を廃して上へと伸びる垂直線を強調し、上層部になるほどセットバックして細くなる設計案 は1位になれず実現しなかったものの、屋上を押さえつけるようにコーニスを配したそれまでの箱型の高層ビルとは異なる、ゴシック的で上昇感の強いデザインはアメリカの建築界に衝撃を与え、以後、米国各地にサーリネンのデザインを模し、上に向かって細くなる設計の超高層ビルが氾濫した。中でもヒューストンに1929年に完成したガルフビルは忠実になぞった例である。

### アメリカへ渡る
トリビューン・タワー設計を機に翌1923年、家族を伴ってアメリカに移住し、ミシガン州を拠点に設計・教育活動を続けた。在米2年目にはミシガン大学の招聘教授の座を受託する。

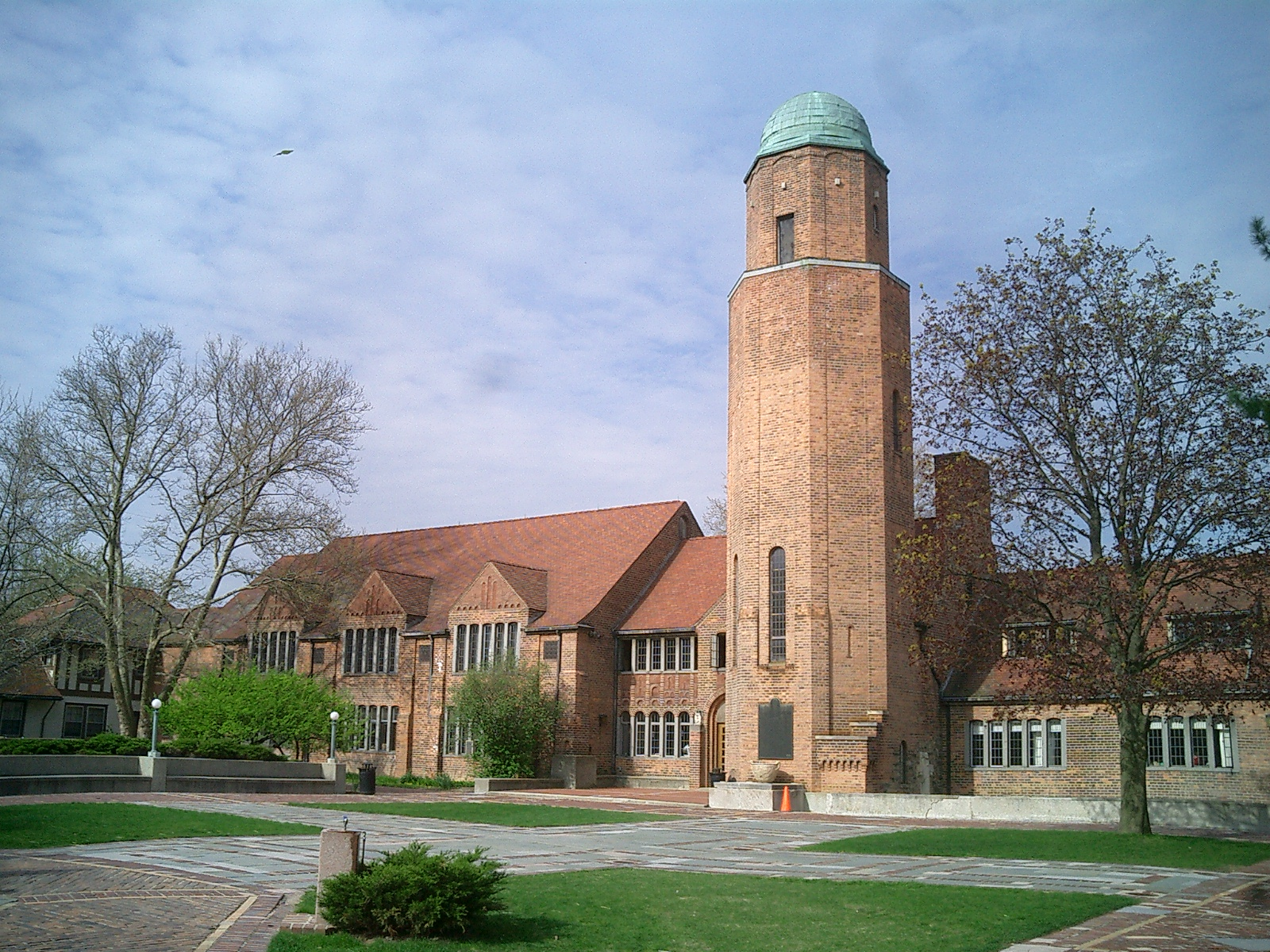
クランブルック教育コミュニティ (1940年代)

1925年、ミシガン州の大手地方紙社主で芸術愛好家でもあったジョージ・ゴフ・ブースは、かねて構想していたアメリカ版バウハウスとなるべき学校群のキャンパスの設計をサーリネンに依頼した。そのクランブルック教育コミュニティーを手がけたサーリネンは同所に美術アカデミーが開学すると教職を得て、1932年には校長に任じられた。同学からチャールズ・イームズやレイ・イームズ（当時はカイザー姓）などの優れたデザイナーや芸術家が生まれた。サーリネンはのちにイームズ夫妻と仕事で組んでおり、家具デザインに大きな影響を与えた。クランブルックではサーリネンの妻も織物や染色を教え、スカンジナビア・デザインの染織工房を構えてサーリネンの建築物の内装に参加する。
ミシガン大学（アナーバー校舎）の建築学部教授にもなっており、教え子のひとりエドモンド・N・ベーコンは、1949年から1970年にかけてフィラデルフィアの都市計画総合プロデューサーを委嘱され、高い評価を得ている。渡米後まもない時期に招聘を受けて来学して以来、長年にわたるその貢献を記念し、今日、同学のタウブマン建築・都市計画学部は客員教授プログラムにサーリネンの名を冠している。
息子のエーロ・サーリネン（1910年 - 1961年）は20世紀半ば（ミッド・センチュリー）のアメリカを代表する建築家となり、父子共作もある。

## 建築作品

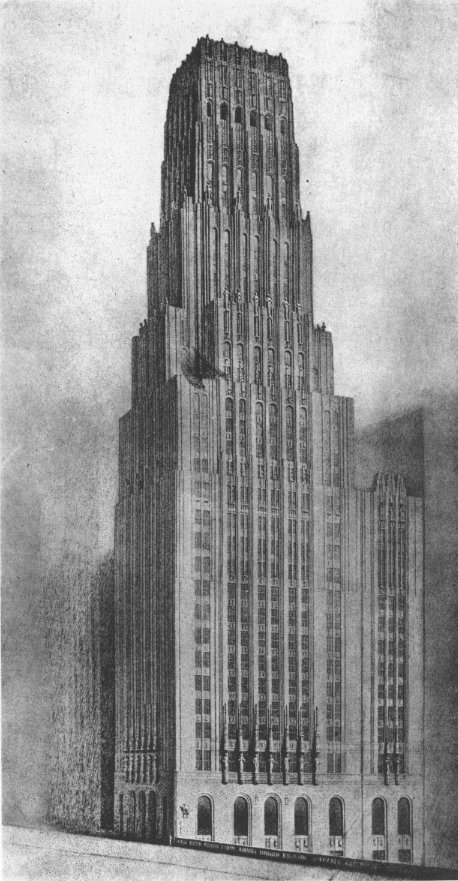
シカゴのトリビューン・タワー設計案（1922年、実現せず）

- パリ万博フィンランド・パヴィリオン（1890年）、パリ
- エリエル・サーリネン自邸、「ヴィトレスク」（英語）（1903年）、フィンランド、キルッコヌンミ（英語）
- 木工所の従業員厚生施設（Clubhouse of Luther factory 1905年）、エストニア、タリン
- ヘルシンキ中央駅（1904年設計、1910年－1914年建築[1]）、ヘルシンキ
- フィンランド国立博物館 （1902年－1911年）、ヘルシンキ
- ヴィープリ鉄道駅（英語）（1904年－1913年 [リンク切れ]）、ヴィープリ（フィンランド、現ロシア領）
- ラハティ市役所（1911年）、フィンランド、ラハティ
- 相互貯金組合ビル（1912年）、エストニア、タリン
- 聖パウロ教会（1917年）、エストニア、タルトゥ
- クランブルック・アカデミー・オブ・アート (1932年) ミシガン州ブルームフィールドヒルズ
- ファースト・クリスチャン教会（1942年）、インディアナ州コロンバス
- クラインハンス音楽堂（英語）、ニューヨーク州バッファロー（息子エーロとの共作）
- デモイン・アートセンター（1945年－1948年）、アイオワ州デモイン
- クランブルック教育コミュニティ、ミシガン州ブルームフィールドヒルズ
- ルター派教会（1949年）、ミネソタ州ミネアポリス
- フェントン・コミュニティセンター、ミシガン州フェントン

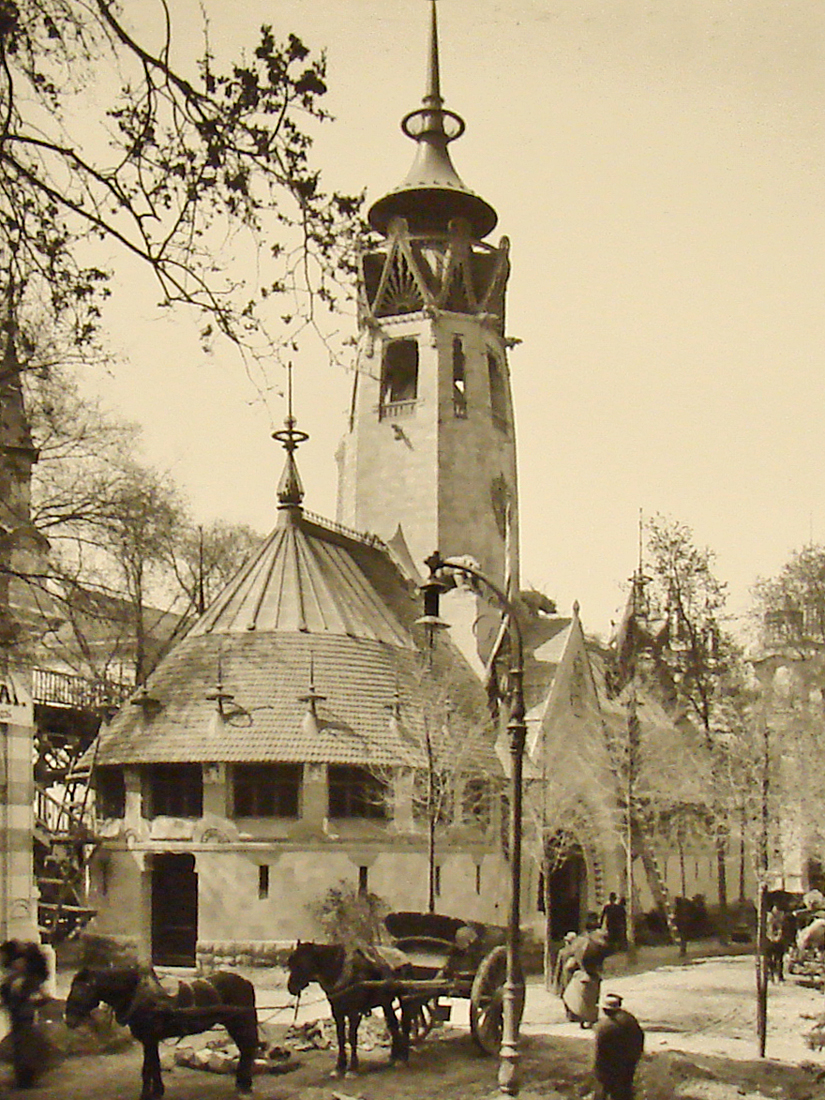
パリ万博フィンランド・パビリオン（1900年）
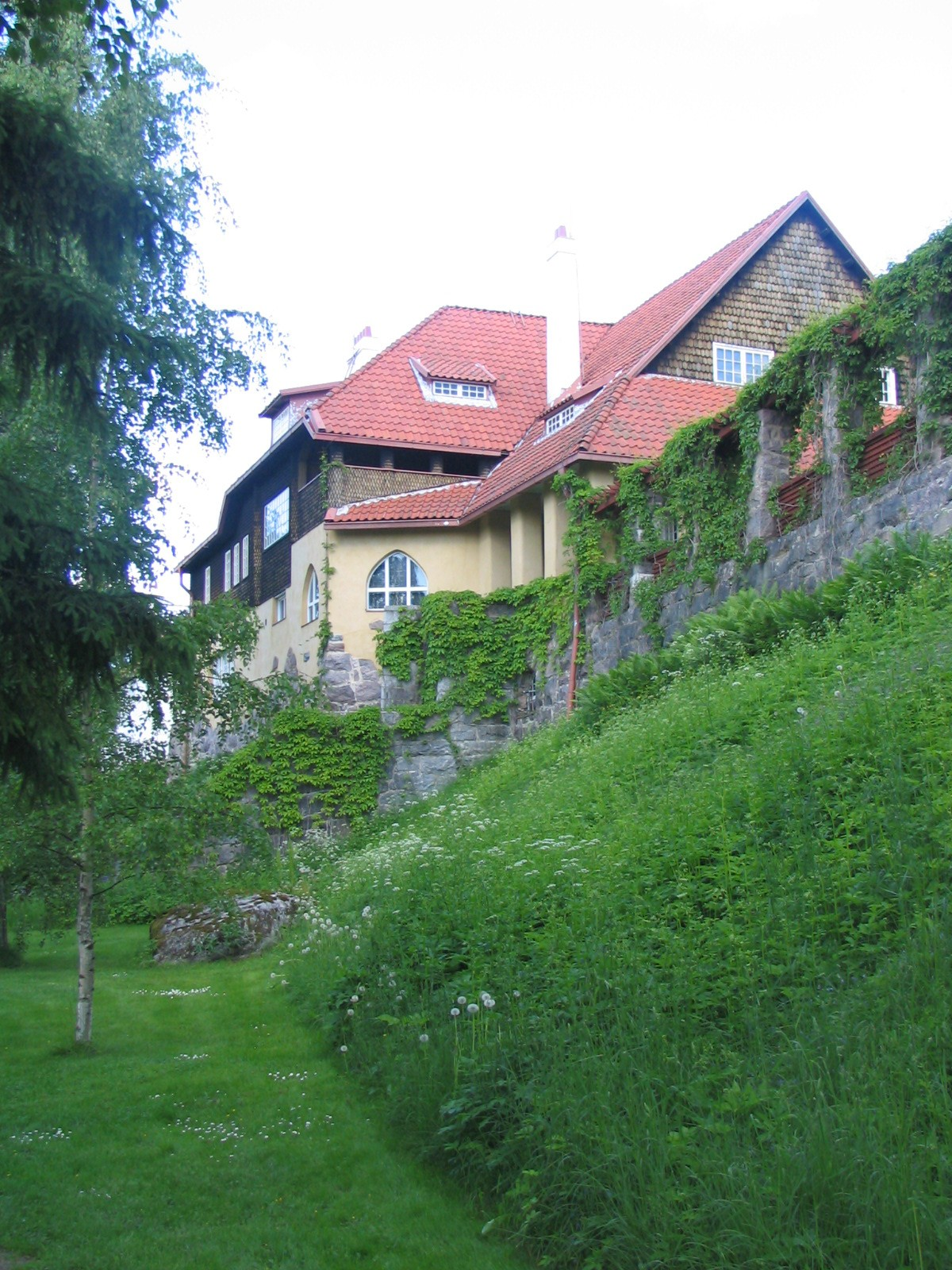
キルッコヌンミに建てた自宅（1903年）
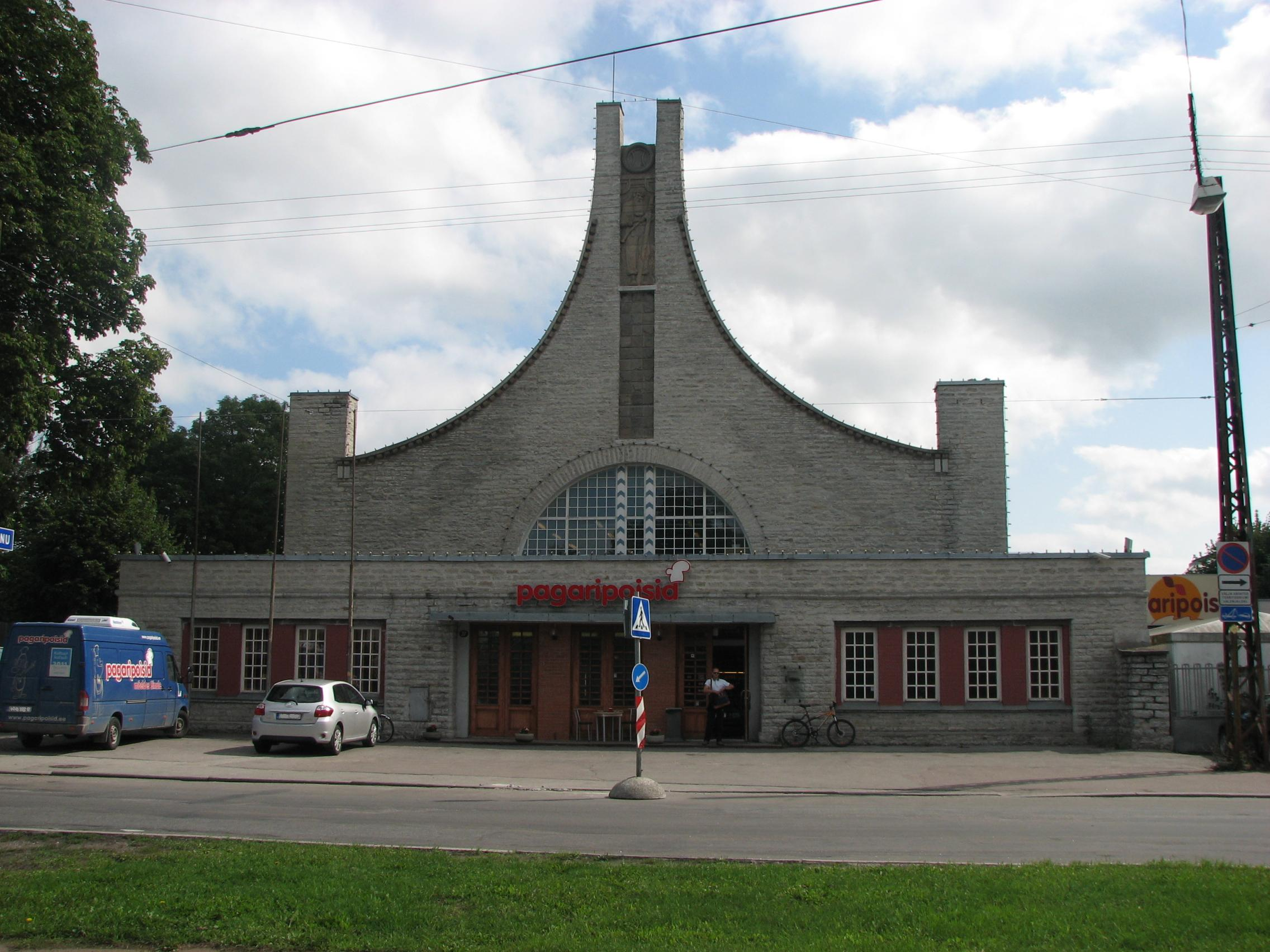
タリンの木材・家具工場の従業員厚生施設（1905年）
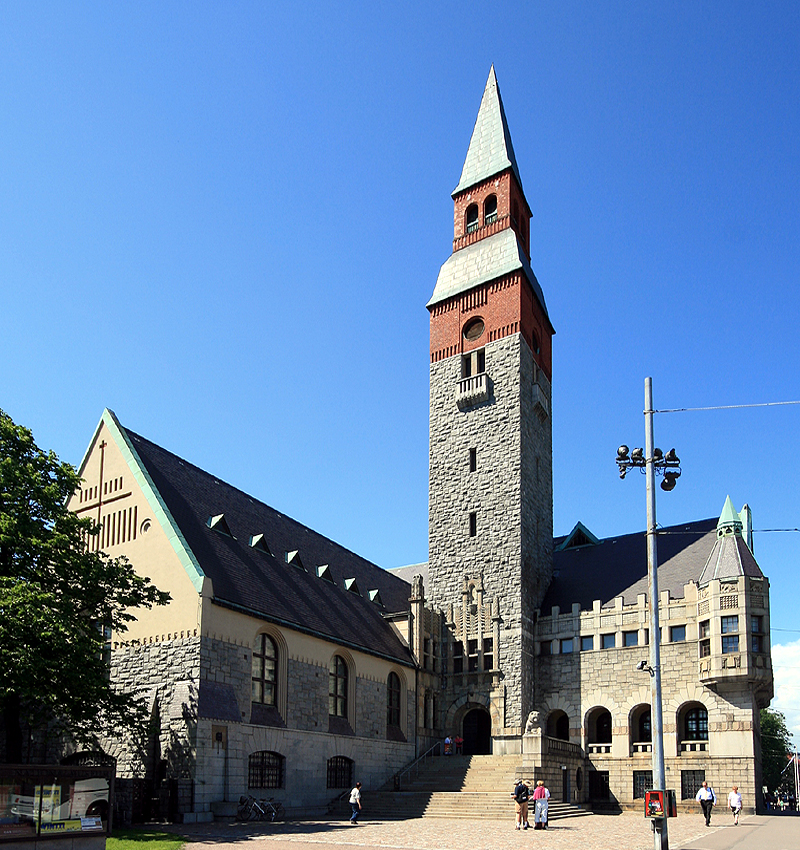
フィンランド国立博物館（1911年）
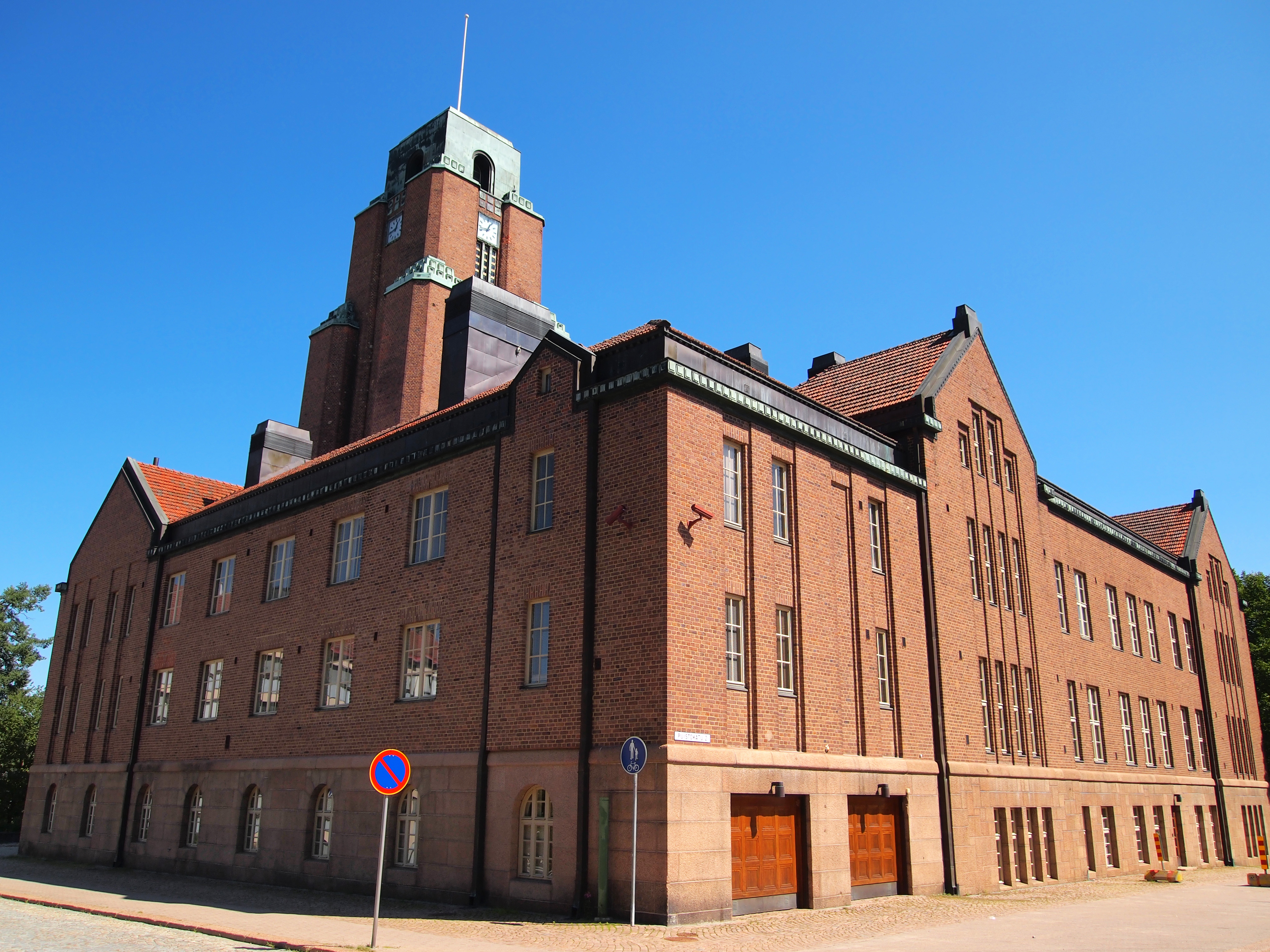
ラハティ市庁舎（1912年）
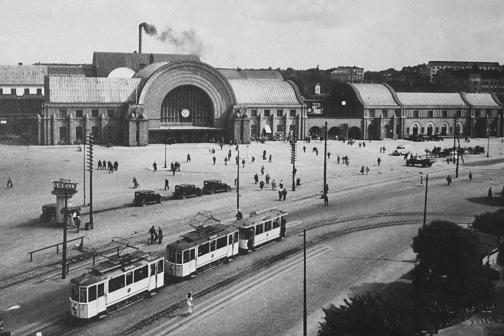
ヴィープリ駅（1913年、現存せず）
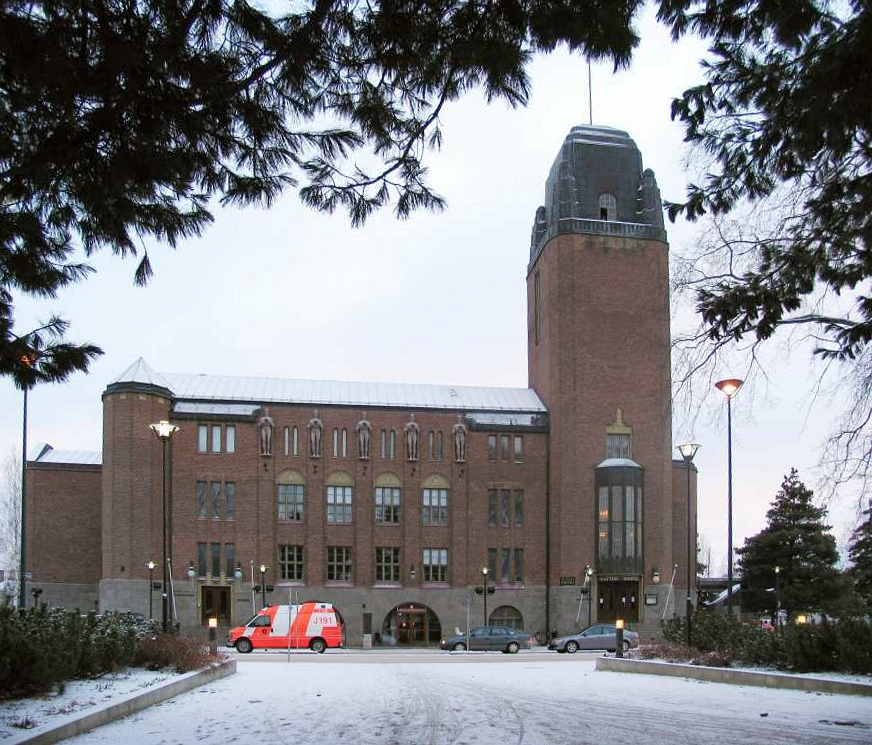
ヨエンスー市庁舎（1914年）
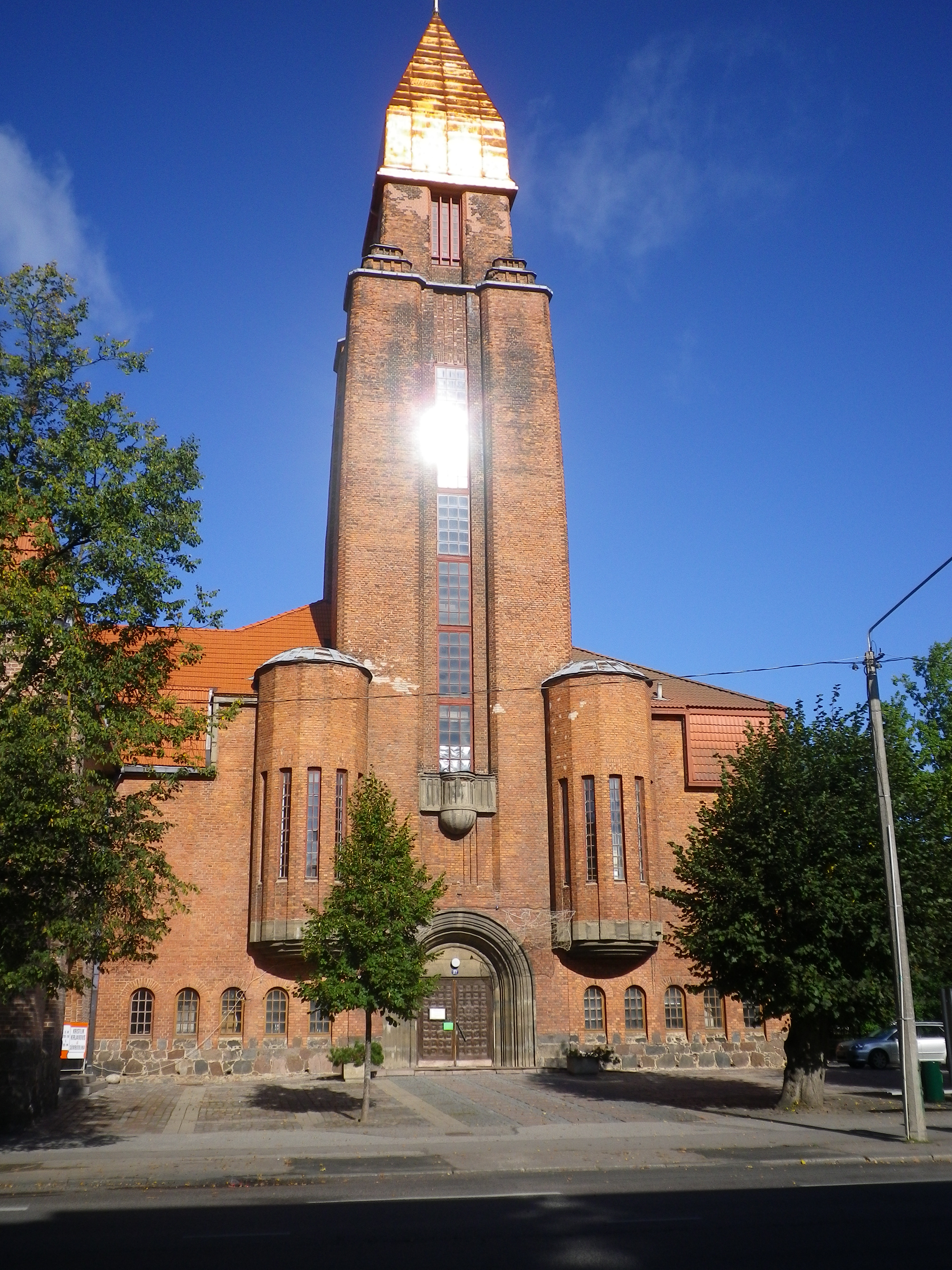
タルトゥの聖パウロ教会（1917年）
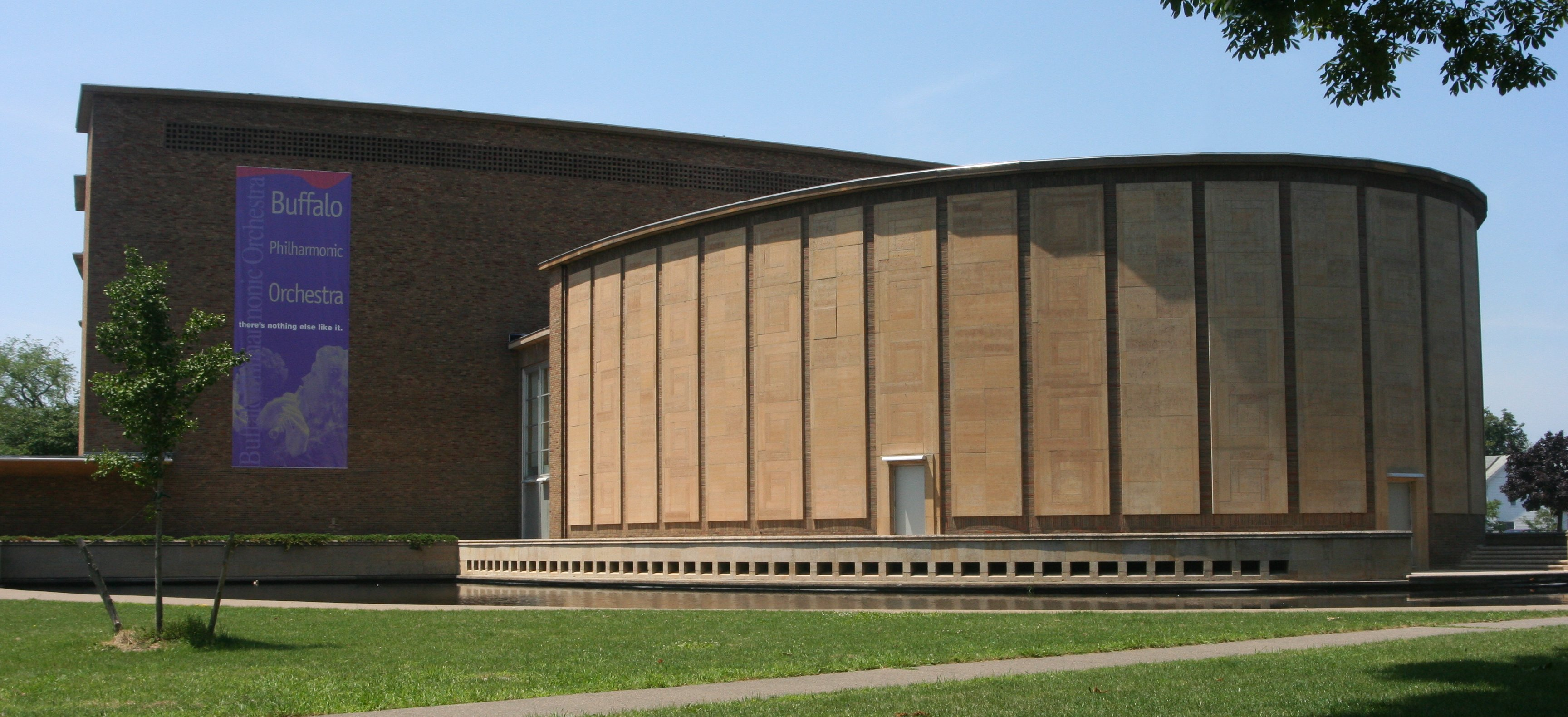
クラインハンス音楽堂（1940年）
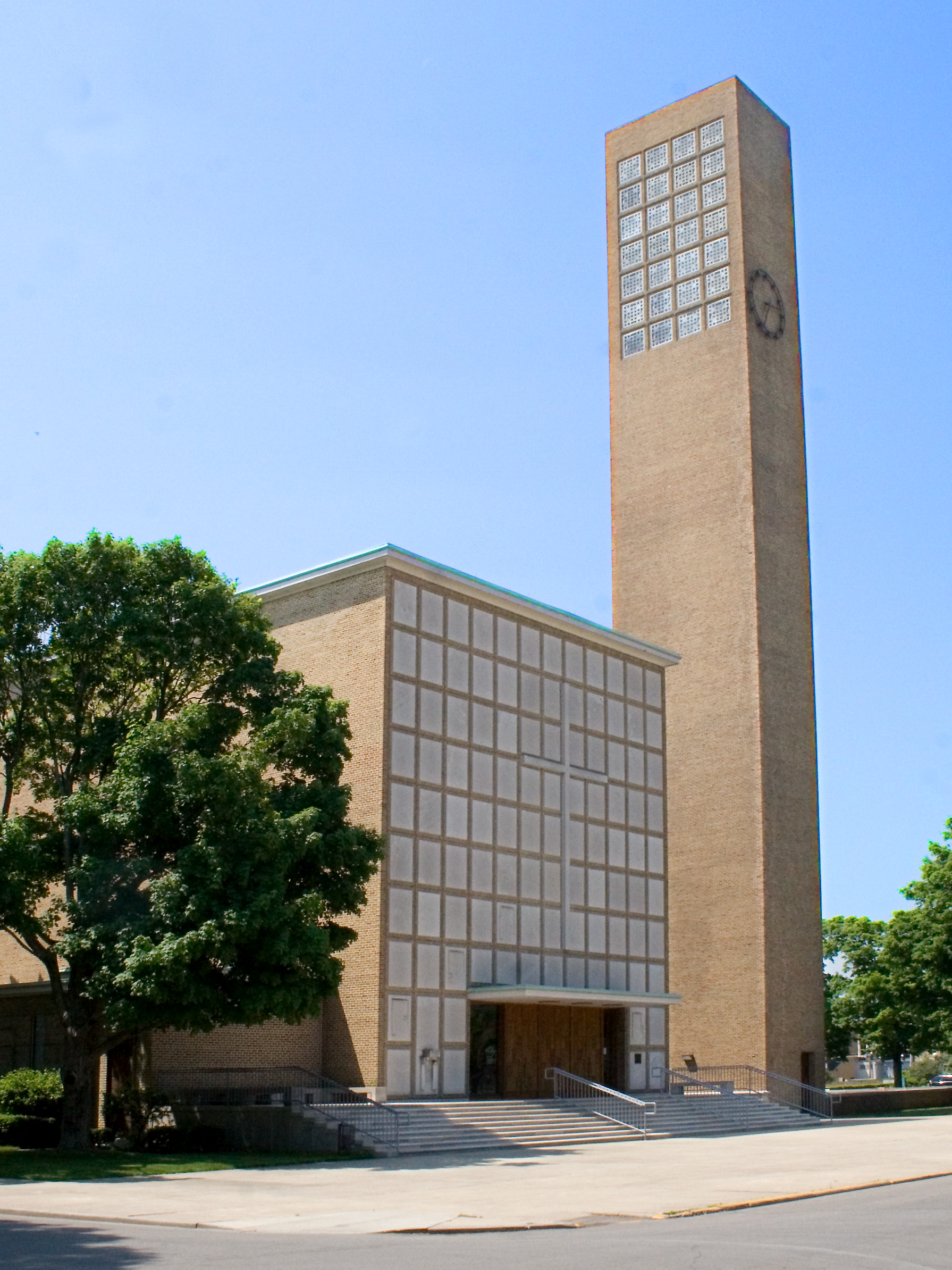
ファースト・クリスチャン教会（1942年）

## 主な著作

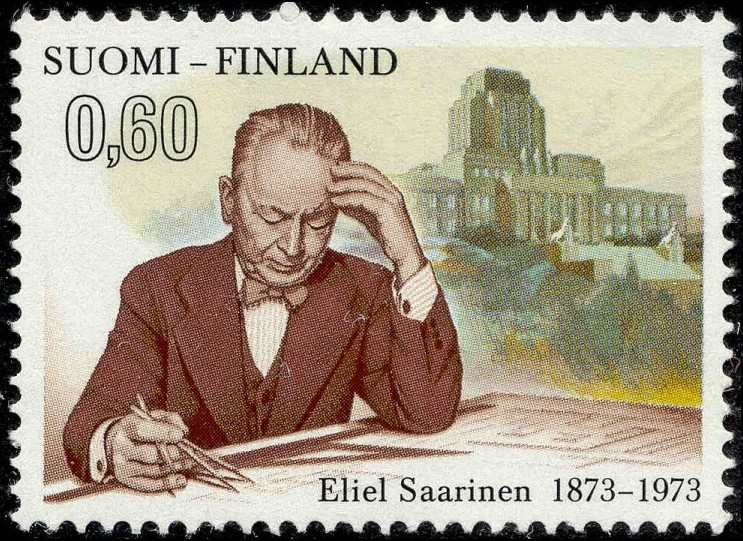
フィンランドの切手。サーリネン肖像（1973年）

- ムンキニエミ・ハーガ住宅地開発計画
  - Saarinen, Eliel (1915) Munksnäa, Haga och Stor Helsingfors stadsplans . ヘルシンキ、Aktiebolaget Lilius & Hertzberg. （フィンランド語） 電子書籍
  - Mills, Edward David (1969) Views of architecture in the United States. SCUS1021-SCUS1036. 視覚資料 : Transparency.
  - Saarinen, Eliel ; フィンランド国立博物館. Munksnas-Haga (Helsinki, Finland): Overall view of town plan.  （英語） Saskia, 2007-01-02. 視覚資料 : スライド、全景.
  - Saarinen, Eliel ; フィンランド国立博物館. Munksnas-Haga (Helsinki, Finland): Left side detail. （英語）, Saskia 2007-01-02. 視覚資料 : スライド、左.
  - Saarinen, Eliel ; フィンランド国立博物館. Munksnas-Haga (Helsinki, Finland): Right side detail. （英語） Saskia, 2007-01-02. 視覚資料 : スライド、右.
- Saarinen, Eliel (1943) The City : its growth, its decay, its future. Reinhold Pub. NCID BA10734707.
  - 改版。Saarinen, Eliel (1965) The city : its growth its decay its future. MIT Press. ISBN 0262190176, 0262690071, NCID BA00780934.
  - ペーパーバック版。Saarinen, Eliel (1965) The City : its growth its decay its future. MIT Press (The M.I.T. Press paperback series: MIT31). NCID BA13903028.
- Saarinen, Eliel (1948) Search for form : a fundamental approach to art. Reinhold. NCID BA22872220.
  - 改版改題。Saarinen, Eliel (1985) The search for form in art and architecture. Dover Publications. ISBN 0486249077, NCID BA10078405.
- Saarinen, Eliel ; 東京都総務局文書課調査係（編）『分散都市』都市問題調査資料 / 東京都総務局文書課調査係〈都市の集中と分散 ; 第2部〉、謄写版、1951年。NCID BA3151048X。
- Saarinen, Eliel ; Museum of Cranbrook Academy of Art (1951) Eliel Saarinen : memorial exhibition. Museum of Cranbrook Academy of Art. NCID BA78123942. 回顧展の展示図録。
- Saarinen, Eliel ; Cranbrook institutions. Public Relations Office and Cranbrook Academy of Art (1963) The Saarinen door : Eliel Saarinen, architect and designer at Cranbrook. Cranbrook Academy of Art. NCID BB04263705.
- Saarinen, Eliel ; Komonen, Markku ; Friman, Kimmo ; Suomen Rakennustaiteen Museo ; Suomen Taideteollisuusyhdistys (1984) Saarinen Suomessa : Gesellius, Lindgren, Saarinen 1896-1907 : Saarinen 1907-1923 : Näyttely, 15.8-14.10.1984, Suomen rakennustaiteen museo, Helsinki （フィンランド語）. [Saarinen in Finland : Gesellius, Lindgren, Saarinen 1896-1907 : Saarinen 1907-1923 : Exhibition, 15.8-14.10.1984, Museum of Finnish Architecture, Helsinki]. Das Museum. ISBN 951922937X, NCID BA00446477.  旧フィンランド芸術工芸協会（現・デザインフォーラムフィンランド）主催の「Saarinen 1907-1923」の展覧会図録。会期は1984年8月15日-同年10月14日、会場はフィンランド建築博物館（英語版）（ヘルシンキ）。 
  - 改版改題。Saarinen, Eliel ; Hausen, Marika ; O'Rourke, Desmond ; Wynne-Ellis, Michael ; English Centre (1990) Eliel Saarinen : projects, 1896-1923. （英語） MIT Press (1st MIT Press ed.). ISBN 0262081946, NCID BA12394621.

## 受賞と学位
- 1919年　教授
- 1932年　名誉博士号、ヘルシンキ大学
- 1934年　名誉博士号 、ヘルシンキ工科大学
- 1933年　名誉博士号 、カールスルーエ工科大学
- 1933年　名誉博士号 、ミシガン大学
- 1940年　名誉博士号 、ハーバード大学
- 1940年　名誉博士号 、ケンブリッジ大学
- 1947年　AIAゴールドメダル
- 1948年　名誉博士号 、ドレイク大学
- 1948年　名誉博士号 、デモイン大学
- 1950年　RIBAゴールドメダル

## 関連資料
- Korab, Balthazar ; Balthazar Korab Studios, Ltd. (1944-2011 , bulk 1970-2000) ''Balthazar Korab collection''. OCLC 1198999220、建築写真と関連資料全54万1673点。フィルム原板、図、紙焼き写真、スケッチ、作画の模写、スライド、ネガなど。
- 渡部千春「 The Beginning of Modernism（エリック・グンナー・アスプルンド；エリエル・サーリネン；カーレ・クリント ほか）」『家具と建築』プチグラパブリッシング〈北欧デザイン 1〉、2003年。ISBN 4939102491、NCID BA64416104。
- Ford, Edward R. 「§2 エリエル・サーリネン—デトロイト時代：1926‐1940」八木幸二（訳）『巨匠たちのディテール』第1巻、丸善、普及版、2005年。ISBN 4621075888、NCID BA71848335。原題はThe details of modern architecture。